# Isaac McHardie
Isaac McHardie (* 6. Juli 1997 in Hamilton) ist ein neuseeländischer Segler.

## Erfolge
Isaac McHardie wurde in seiner Zeit bei den Junioren 2013 Weltmeister in der Bootsklasse Sirena SL16, einem Zwei-Mann-Katamaran. Nach zwei Jahren in der 29er Jolle wechselte er in die 49er Jolle, in der er 2019 mit William McKenzie einen weiteren Juniorenweltmeistertitel errang. Bei den Erwachsenen verpasste er 2022 als Vierter knapp einen Medaillengewinn. 2023 belegte McHardie mit McKenzie bei den offenen Europameisterschaften den dritten Platz. Die Europameisterschaften 2024 schlossen sie auf Rang vier ab.
Bei den Olympischen Spielen 2024 in Paris gingen McHardie und McKenzie ebenfalls gemeinsam an den Start. Sie belegten in der Regatta in vier der ersten zwölf Wettfahrten den ersten Platz und gingen mit 76 Punkten als Dritte ins abschließende Medal Race. Dieses beendeten sie auf dem dritten Platz, womit sie mit 82 Punkten auf den zweiten Platz vorrückten und die Silbermedaille gewannen. Olympiasieger wurden die Spanier Diego Botín und Florián Trittel, die als Gesamtführende auch das Medal Race gewonnen hatten und die Regatta mit 70 Punkten abschlossen. Dritte wurden die US-Amerikaner Ian Barrows und Hans Henken mit 88 Punkten.